# Don Bluth
Donald Virgil Bluth (El Paso, Texas, 13 de septiembre de 1937) es un dibujante, animador, director de cine, productor, escritor, diseñador de producción, diseñador de videojuegos e instructor de animación estadounidense. Es dueño de un estudio de animación independiente y conocido sobre todo por ser el creador de numerosas películas de dibujos animados, destacando entre ellas títulos como The Secret of NIMH (1982), The Land Before Time (1988) o Anastasia (1997), además de su participación en el videojuego laserdisc Dragon's Lair (1983). También es conocido por competir con su exempleador Walt Disney Animation Studios durante los años previos a las películas que conformarían el Renacimiento de Disney. Es el hermano mayor del ilustrador Toby Bluth y conocido por impulsar las carreras de los dibujantes Bruce Timm (Batman the animated series) y Butch Hartman (Danny Phantom).

## Carrera
Después de que Bluth terminó su carrera en artes en la Universidad Brigham Young en 1955, inmediatamente encontró trabajo en The Walt Disney Company, como compañero del animador John Lounsbery para la película La Bella Durmiente (1959), pero después de la realización de la película dejó la empresa para ir de misión en Argentina a nombre de su iglesia.
En 1967, después de su regreso a los Estados Unidos, volvió a la Universidad Brigham Young y se diplomó en Literatura Inglesa para después unirse a Filmation para los nuevos diseños de The Archies, en su serie animada, tiempo después regresó a Disney en 1971 donde fue parte del equipo de animación en el diseño de personajes en Robin Hood (1973), el cortometraje animado Winnie the Pooh and Tigger Too (1974), The Rescuers (1977) y Pete's Dragon (1977). Su último trabajo con Disney fue con el cortometraje animado The Small One (1978) y el largometraje The Fox and the Hound que se estrenó en 1981. Durante la década 1970 que estuvo con Disney, conoció al animador Gary Goldman, quien se hizo su mejor amigo, y al artista John Pomeroy, llevándose consigo a algunos de sus compañeros para fundar un nuevo estudio que hiciera directamente competencia con Disney en su propio mercado, el de los largometrajes de animación.
Don Bluth fundó su estudio de animación, Don Bluth Productions, en 1979. Ese mismo año el nuevo estudio demostró sus habilidades en su primera producción, titulada Banjo, el gato vagabundo, un cortometraje que tiene lugar en su ciudad natal, Payson, Utah, que narra la historia ambientada en la década 1940 donde un gato llamado Banjo viaja a Salt Lake City. Esto llamó la atención de Universal Studios, que le abrió las puertas para realizar una secuencia animada de la película Xanadu, más unas cuantas películas animadas.

## Don Bluth Productions
El primer largometraje de Bluth como director, The Secret of NIMH para United Artists, a pesar de no haber sido un gran éxito de taquilla, está considerado por muchos como la obra maestra de Bluth, consideradas ahora una obra de culto en la animación. Ese mismo año, por la baja recaudación en taquilla provocó que Don Bluth Productions se declarará en bancarrota, dejando olvidados algunos proyectos que tenían en mente.
Esto no hizo que Bluth y su equipo se dieran por vencidos, así que junto con Gary Goldman, Rick Dyler y John Pomeroy fundaron Bluth Group y decidieron adentrarse en el ámbito de los videojuegos de arcade con el lanzamiento de Dragon's Lair en 1983, un videojuego con animaciones innovadoras para su época, que utilizaba vídeo pregrabado en un disco óptico Laserdisc, y en 1984 con Space Ace, un videojuego de ciencia ficción basado en la misma tecnología que Dragon's Lair. En 1985, se decidió hacer una secuela de Dragon's Lair y a pesar de los grandes fondos recaudados, los juegos arcade se estaban quedando en el olvido, entonces el estudio de Bluth se quedó sin una fuente de ingresos y el Bluth Group se declaró en bancarrota el 1 de marzo de 1985.
En 1985, Bluth, Pomeroy y Goldman establecieron junto con el empresario Morris Sullivan, los estudios Sullivan Bluth, quienes inicialmente operaron desde una instalación de animación en Van Nuys, California, pero luego se trasladaron a Dublín (Irlanda), para aprovechar las inversiones e incentivos del gobierno irlandés. Sullivan Bluth Studios también ayudó a impulsar la animación como una industria dentro de Irlanda.

## Universal Studios y Steven Spielberg
Durante la realización de Xanadu, Universal Studios quedó impactado por el estilo de animación de Bluth, fue cuando junto con Steven Spielberg realizaron An American Tail («Un cuento americano»; 1986) que recaudó un total de 45 millones de dólares en los Estados Unidos y en todo el mundo recaudó  otros 84 millones, volviéndose la película animada con más recaudaciones en su primer día de estreno. An American Tail fue también una de las películas con más ventas en formato casero a mediados de los años ochenta, haciendo que el personaje principal de la película, Fievel Mouskewitz, se volviera la mascota oficial de Amblimation. Parte de las ganancias de An American Tail, se usaron para la segunda colaboración Bluth-Spielberg, el largometraje The Land Before Time (1988), que recaudó un total de 84,4 millones de dólares en todo el mundo, volviéndose un éxito total que logró vencer en taquilla a Oliver & Company y compitió con  Mi vecino Totoro en ese mismo año y aunque solo estuvo nominado en los premios Saturn, gozo de una gran fama que no pudo ser opacada por el éxito que llevó ¿Quién engañó a Roger Rabbit?. The Land Before Time se volvió la película animada más alquilada y comprada de 1986 y el éxito revivió en los años 90 cuando se realizaron las siguientes trece secuelas directamente para video.

## Trabajos independientes con Fox, MGM y Warner Bros
En 1989, Bluth y su equipo se separaron de Universal Studios y con esto de Steven Spielberg, cuando decidieron ser una empresa independiente de animación, solo necesitaban distribuidoras, entre ellas estaba United Artists para su próxima realización Todos los perros van al cielo (1989), que aunque es una película reconocida a nivel mundial, tuvo un resultado modesto en taquilla pero con buenas ventas en su formato casero.
Cabe mencionar que en las secuelas de The Land Before Time y An American Tail, ni Don Bluth ni Steven Spielberg estuvieron involucrados (salvo en An American Tail: Fievel Goes West donde Spielberg estuvo a cargo de la producción), fue lo mismo que ocurrió con la secuela Todos los perros van al cielo 2 (1996) de Metro-Goldwyn-Mayer.
En el año de 1992, el equipo de Don realizó Rock-a-Doodle que fue distribuida y producida por The Samuel Goldwyn Company y Goldcrest Films siendo el primer fracaso taquillero de Don Bluth, lo que provocó que Goldcrest estuviera a punto de liquidar el estudio para pagar un préstamo. Sin embargo, está película en España e Hispanoamérica, se le ha considerado una obra animada de culto.
Sus siguientes películas Pulgarcita (1994) para FOX aunque recaudó 11.373.501 de dólares y A Troll in Central Park (1994) para Warner Bros es conocida por ser la película menos popular de Don Bluth. y The Pebble and the Penguin (1995) tuvo una recaudación aceptable y críticas mixtas a negativas, sumándole a una terrible producción, debido a los constantes cambios que se pedían bajo intromisión ejecutiva hacia el estudio de Don Bluth, quien llegó a renunciar y pedir que su nombre no fuera acreditado, lo que hizo que MGM contratará estudios de animación provenientes de Hungría para ahorrar costos de animación.

## De nuevo al éxito
En la década 1990, después del éxito de The Land Before Time las siguientes películas de Don y su equipo no eran muy conocidas aunque su animación mantenía la misma calidad de sus anteriores trabajos, esto llamó la atención nuevamente de la FOX, para realizar juntos Anastasia (1997), que recaudó un total de 140 millones de dólares en todo el mundo. Siendo la primera película de Bluth en ser nominada en los Premios de la Academia en la categoría Canción Original pero ganó en la categoría de Mejor Película Familiar en los Critics' Choice Movie Awards.
Tras este éxito, Don Bluth y FOX decidieron realizar el ambicioso proyecto Titan A.E. para el año 2000, una película animada de ciencia ficción que estuviera dirigida para el público juvenil que recaudó 37 millones de dólares en todo el mundo y fue un fracaso en taquilla, provocando que FOX Animation Studios cerrará sus puertas para siempre, desde este día, Don Bluth y su compañía han dejado a un lado los largometrajes en animación, conocida también que esta fue la película que casi acaba con la carrera de Don, aunque actualmente Titan A.E es considerada como una película de culto, en su tiempo estuvo nominada a varios premios debido a su excelente animación.

## En la actualidad
En 2002, Don Bluth y su compañía regresaron a la industria de los videojuegos, en especial con Dragon's Lair 3D: Return to the Lair, un videojuego que conmemoraba el 20 aniversario de aquel videojuego, solo que esta vez sería lanzado para Xbox, PlayStation 2 y GameCube. Aunque el videojuego es técnicamente una versión, tuvo una buena recepción, como para los jugadores veteranos como para los de nuevas generaciones.
En el año de 2003, ofrecieron su trabajo para el videojuego I-Ninja de Namco para Gamecube y poco después, en 2004 colaboraron con la banda de Rock alternativo Scissor Sisters para la realización de su nuevo vídeo musical llamado «Mary», que también uso secuencias de la película Xanadu.
En el año de 2008, Don Bluth fue contratado por el festival de cine de Arabia Saudita para un cortometraje que duraría 30 minutos llamado Gift of the Hoopoe, cuya animación realizó en ese mismo año para exhibirse en 2009, pero Don pidió que no fuese acreditado.
En el año de 2011, Don Bluth volvió con Warner Bros. para realizar en conjunto con su propia compañía de desarrollo de videojuegos Square One Studios un videojuego nuevo para iOS y Android Touch que sería realmente una versión del clásico videojuego de la década 1980 Tapper, titulado como Tapper World Tour, solo que este contaría con más niveles y los personajes fueron diseñados por Bluth.

## De vuelta a la animación
En 2015 Don Bluth y Gary Goldman buscan recaudar fondos mediante una campaña de Kickstarter con la esperanza de resucitar la animación dibujada a mano mediante la creación de un largometraje animado de Dragon's Lair, presentando un teaser para Hollywood de una película totalmente original con el estilo tradicional de Bluth llamada Dragon's Lair: The Movie. Para ello necesitaría la cantidad de 250 000 dólares con el fin de poder realizar la película. La financiación de Kickstarter se canceló cuando no se consiguieron suficientes fondos cerca de la fecha límite, pero una página en Indiegogo para el proyecto fue creada en su lugar. El 14 de diciembre de 2015, la campaña de Indiegogo alcanzó la meta presupuestada tras 14 días del lanzamiento de la campaña, y obtuvo más del doble del presupuesto el 16 de enero de 2016. A junio de 2016, la campaña había recaudado 604 108 dólares y en febrero de 2018 el total superaba los 728 000. En 2019, se inició con la producción de Dragon's Lair pero se detuvo temporalmente en 2020, debido a la pandemia de COVID-19 y en 2021 se reanudó con la animación y producción.
Se reveló a inicios de 2020, que la película estaría distribuida por Netflix y Ryan Reynolds daría su voz al caballero Dirk. La película está escrita por Dan Hageman y Kevin Hageman, en colaboración con Don Bluth, se esperaba que la película se estrenara en 2022, pero en 2024, el largometraje aún no ha visto la luz tras muchos anuncios de cambios sobre la películo que incluyeron noticias en las que está se barajaba en cambiar para ser un film de acción real y también una película interactiva. En julio de 2024, Netflix anunció que la producción volvía a centrar sus esfuerzos en un largometraje de animación más tradicional.

## Filmografía (como director)
- The Secret of NIMH (1982)
- An American Tail (1986)
- The Land Before Time (1988)
- Todos los perros van al cielo (1989)
- Rock-a-Doodle (1992)
- Pulgarcita (1994)
- A Troll in Central Park (1994)
- The Pebble and the Penguin (1995)
- Anastasia (1997)
- Bartok el Magnífico (1999)
- Titan A.E. (2000)

## Filmografía
| Año  | Película                                      | Director | Productor | Escritor | Animador | Nota                                                      |
| ---- | --------------------------------------------- | -------- | --------- | -------- | -------- | --------------------------------------------------------- |
| 1959 | La bella durmiente                            | No       | No        | No       | Sí       | Asistente de animador                                     |
| 1963 | The Sword in the Stone                        | No       | No        | No       | Sí       | Diseñador de personajes y animador                        |
| 1968 | Submarino amarillo                            | No       | No        | No       | Sí       | Artista de maquetas                                       |
| 1970 | Los Aristogatos                               | No       | No        | No       | Sí       | Animador de Madame Adelaida Bonfamilie                    |
| 1973 | Robin Hood                                    | No       | No        | No       | Sí       | Diseñador y animador de personajes                        |
| 1972 | Regreso a la tierra de Oz                     | No       | No        | No       | Sí       | Artista de maquetas                                       |
| 1974 | Winnie the Pooh and Tigger Too (cortometraje) | No       | No        | No       | Sí       | Animador                                                  |
| 1977 | The Rescuers                                  | No       | No        | No       | Sí       | Director de animación, animador y diseñador de personajes |
| 1977 | Pete's Dragon                                 | No       | No        | No       | Sí       | Director de animación                                     |
| 1978 | The Small One                                 | No       | No        | No       | Sí       | Director de animación                                     |
| 1979 | Banjo, el gato vagabundo (cortometraje)       | Sí       | Sí        | Sí       | Sí       | Primer trabajo oficial de Don Bluth Productions           |
| 1980 | Xanadu                                        | No       | No        | No       | Sí       | Secuencia de animación                                    |
| 1981 | The Fox and the Hound                         | No       | No        | No       | Sí       | Diseñador de personajes                                   |
| 1982 | The Secret of NIMH                            | Sí       | Sí        | Sí       | Sí       | Debut cinematográfico                                     |
| 1986 | An American Tail                              | Sí       | Sí        | No       | Sí       |                                                           |
| 1988 | The Land Before Time                          | Sí       | Sí        | No       | Sí       |                                                           |
| 1989 | Todos los perros van al cielo                 | Sí       | Sí        | Sí       | Sí       |                                                           |
| 1991 | Rock-a-Doodle                                 | Sí       | Sí        | Sí       | Sí       |                                                           |
| 1994 | Pulgarcita                                    | Sí       | Sí        | No       | Sí       |                                                           |
| 1994 | A Troll in Central Park                       | Sí       | Sí        | No       | Sí       |                                                           |
| 1995 | The Pebble and the Penguin                    | Sí       | Sí        | No       | Sí       | No acreditado                                             |
| 1997 | Anastasia                                     | Sí       | Sí        | No       | Sí       |                                                           |
| 1999 | Bartok el Magnífico                           | Sí       | Sí        | No       | No       |                                                           |
| 2000 | Titan A.E.                                    | Sí       | Sí        | No       | Sí       |                                                           |
| 2008 | Gift of the Hoopoe (cortometraje)             | No       | No        | No       | No       | Asesor del director                                       |
| 2019 | Circus Sam (cortometraje)                     | No       | No        | No       | Sí       | Secuencia de animación                                    |
| TBA  | Dragon's Lair: The Movie (en producción)      | Sí       | Sí        | Sí       | Sí       |                                                           |

## Trabajos para series animadas
| Año  | Serie                               | Director | Productor | Escritor | Animador |
| ---- | ----------------------------------- | -------- | --------- | -------- | -------- |
| 1968 | Fantastic Voyage                    | No       | No        | No       | Sí       |
| 1969 | Archie and His New Pals             | No       | No        | No       | Sí       |
| 1970 | El Show de Jerry Lewis              | No       | No        | No       | Sí       |
| 1970 | Groovie Goolies (Monstruos a go-gó) | No       | No        | No       | Sí       |

## Trabajos para videojuegos
| Año  | Videojuego                           | Productor | Gráficos | Diseñador | Animador |
| ---- | ------------------------------------ | --------- | -------- | --------- | -------- |
| 1983 | Dragon's Lair                        | Sí        | Sí       | Sí        | Sí       |
| 1984 | Space Ace                            | Sí        | Sí       | Sí        | Sí       |
| 1991 | Dragon's Lair II: Time Warp          | Sí        | Sí       | Sí        | Sí       |
| 2002 | Dragon's Lair 3D: Return to the Lair | Sí        | No       | No        | Sí       |
| 2003 | I-Ninja                              | No        | No       | No        | Sí       |
| 2011 | Tapper World Tour                    | No        | Sí       | Sí        | Sí       |